# Dodruk
Dodruk – zwiększenie nakładu publikacji przez dodatkowe drukowanie egzemplarzy z zatrzymanych form drukowych (matryc, składu) w ramach jednego wydania.
W filatelistyce termin ten odnosi się do dodatkowego druku znaczków lub całostek pocztowych. W tym wypadku dodruk może też przyjąć formę naniesienia dodatkowego tekstu (maszynowo lub ręcznie) na całostce pocztowej poza znakiem opłaty. Taki dodruk nie jest związany z pierwotnym przeznaczeniem całostki.